# امید کربلایی
امید کربلایی (زاده: ۱۳۷۲٫۱۱٫۲۷) برنامه‌نویس، مدرس و کارآفرین ساکن تهران، ایران است. به دلیل معلولیت جسمی ۹۵ درصدی از او با عنوان برنامه‌نویس یک انگشتی نیز یاد می‌شود.
- سلام اندروید - نشر بید، ‏‫۱۴۰۰ - شابک ‫‭۹۷۸-۶۲۲-۷۹۱۰-۱۰-۰
- نامشهودات را به فروش برسانید - رهام اندیشه‏‫، ۱۴۰۰- شابک ‭۹۷۸-۶۲۲-۲۶۴-۱۷۱-۹‬‬[۵][۶]